# Ramersdorf-Perlach
Ramersdorf-Perlach, Stadtbezirk 16 Ramersdorf-Perlach – 16. okręg administracyjny Monachium, w Niemczech, w kraju związkowym Bawaria. W 2013 roku okręg zamieszkiwało 108 244 mieszkańców.